# Padreyoc
Padreyoc también llamado Quishuar es una montaña con una altura de 5771 m s.n.m. ubicada en la Cadena Central de los andes centrales peruanos en la región Cusco.

## Toponimia
Su nombre es una mezcla del vocablo en español "padre" y "yoc" posiblemente proceda del quechua "yuq" que indica posesión. En cuanto a su otro nombre "Quishuar" procede del quechua kiswar para el árbol Buddleja incana.

## Localización
Es una montaña que pertenece a la cordillera de Vilcabamba en la provincia cusqueña de La Convención con una altitud de 5771 m s. n. m.